# Андерсонвілль (фільм)
Андерсонвілл, англ. Andersonville — історична драма 1996 року.

## Сюжет
Дія фільму відбувається в період громадянської війни в Америці між Північчю і Півднем. Солдатів, захоплених в битві при Колд-Харбор, Вірджинія, в червні 1864, відправляють в табір для військовополонених Андерсонвілл, на півдні Джорджії. В концентраційному таборі для військовополонених сіверян знаходяться десятки тисяч людей. Вони містяться в бараках в жахливих умовах, п'ють брудну воду, страждають від голоду. Начальники табору катують ув'язнених іноді не для того, щоб дізнатися про якісь військові таємниці, а просто для задоволення. Двоє солдатів скоюють невдалу втечу. Після цього їм доводиться щодня боротися за своє життя. Крім господарів табору їм погрожують такі ж військовополонені, як і вони, що займаються вбивствами, грабунком і знущаннями на території в'язниці.

## У ролях
| Актор              | Роль                 |
| ------------------ | -------------------- |
| Джаррод Емік       | Йосія Дей            |
| Фредерік Форрест   | сержант Макспадден   |
| Тед Маркукс        | Мартін Блекберн      |
| Кармен Ардженціано | Гопкінс              |
| Джейс Барток       | Біллі                |
| Фредерік Коффін    | Коллінз              |
| Кліфф Де Янг       | сержант Джон Глісон  |
| Деніс Форест       | Скажений Метью       |
| Джастін Генрі      | Тайсі                |
| Тоні Хіггінс       | Такер                |
| Кріс Камм          | солдат 2-й Вісконсин |
| Ендрю Кавовіт      | Тобіас               |
| Олек Крупа         | Олек Вісновскі       |
| Вільям Мейсі       | полковник Чандлер    |
| Метт Макграт       | Ітан                 |
| Пітер Мернік       | проворний Джим       |
| Гебріел Олдс       | Боб Різ              |
| Тім Параті         | солдат 60-й Огайо    |
| Вільям Сандерсон   | Манн                 |
| Грегорі Спорледер  | Дік Поттер           |
| Ян Тріска          | капітан Генрі Вірц   |
| Брюс Еверс         | лейтенант Барретт    |
| Блейк Герон        | Патрік Шай           |
| Роберт Девід Хол   | Самсон               |
| Брюс Вайнант       | Бенсон               |
| Джадсон Вон        | капітан Сіллс        |
| Стівен Майкл Айерс | капітан Рассел       |
| Тім Блек           | лейтенант Олівер     |
| Кленсі Імісланд    | полковник О'Ніл      |
| Гері Лі Девіс      | Джорджі              |
| Майкл Хейнс        | Стансфілд            |
| Лонні Р. Сміт      | Салліван             |
| Бад Девіс          | Делані               |
| Чарльз Лоулор      | Вілленс              |
| Кайл Хестер        | сержант артилерії    |
| Бретт Райс         | лейтенант Дальгрен   |